# Nombre carré triangulaire
En mathématiques, un nombre triangulaire carré est un nombre triangulaire qui est de plus carré. Il y a une infinité de tels nombres.
Ils s'écrivent sous la forme
Par exemple, {\displaystyle N_{2}=36=6^{2}={\frac {8\times 9}{2}}}.
La suite {\displaystyle (N_{k})} est répertoriée comme suite A001110 de l'OEIS, et si l'on pose {\displaystyle N_{k}={\frac {t_{k}(t_{k}+1)}{2}}=s_{k}^{2}}, les suites {\displaystyle (t_{k})} et {\displaystyle (s_{k})} sont respectivement répertoriées comme suite A001108 de l'OEIS et comme suite A001109 de l'OEIS.

## Démonstration
Le problème se ramène à la résolution d'une équation diophantienne de la manière suivante,,.

Tout nombre triangulaire est de la forme t(t + 1)/2. On recherche donc les entiers t et s tels que t(t + 1)/2 = s2, c'est-à-dire, en posant x = 2t + 1 et y = 2s, les solutions de l'équation de Pell-Fermat
Les solutions sont données par
{\displaystyle x_{k}+y_{k}{\sqrt {2}}=(1+{\sqrt {2}})^{2k},}
soit
{\displaystyle x_{k}={\frac {(1+{\sqrt {2}})^{2k}+(1-{\sqrt {2}})^{2k}}{2}}\quad {\rm {et}}\quad y_{k}={\frac {(1+{\sqrt {2}})^{2k}-(1-{\sqrt {2}})^{2k}}{2{\sqrt {2}}}}.}
On trouve donc
{\displaystyle t_{k}={\frac {(1+{\sqrt {2}})^{2k}+(1-{\sqrt {2}})^{2k}-2}{4}}\quad {\rm {et}}\quad s_{k}={\frac {(1+{\sqrt {2}})^{2k}-(1-{\sqrt {2}})^{2k}}{4{\sqrt {2}}}},}
d'où la valeur annoncée pour Nk = sk2.

## Valeurs numériques
| k | Nk                | sk        | tk        | tk/sk      |
| - | ----------------- | --------- | --------- | ---------- |
| 1 | 1                 | 1         | 1         | 1          |
| 2 | 36                | 6         | 8         | 1,3…       |
| 3 | 1 225             | 35        | 49        | 1,4        |
| 4 | 41 616            | 204       | 288       | 1,411…     |
| 5 | 1 413 721         | 1 189     | 1 681     | 1,413…     |
| 6 | 48 024 900        | 6 930     | 9 800     | 1,4141…    |
| 7 | 1 631 432 881     | 40 391    | 57 121    | 1,41420…   |
| 8 | 55 420 693 056    | 235 416   | 332 928   | 1,414211…  |
| 9 | 1 882 672 131 025 | 1 372 105 | 1 940 449 | 1,4142132… |

## Propriétés
- Lorsque {\displaystyle k} tend vers l'infini, le rapport

{\displaystyle {\frac {t_{k}}{s_{k}}}={\frac {x_{k}-1}{y_{k}}}\sim {\frac {x_{k}}{y_{k}}}}
tend vers la racine carrée de deux et
{\displaystyle {N_{k+1} \over {N_{k}}}={s_{k+1}^{2} \over s_{k}^{2}}\to (1+{\sqrt {2}})^{4}.}
- Les suites {\displaystyle (t_{k}+1/2)} et {\displaystyle (s_{k})} vérifient la relation de récurrence linéaire double : {\displaystyle u_{k+2}=6u_{k+1}-u_{k}}.

## Équations diophantiennes apparentées

### Nombres triangulaires égaux au double d'un nombre triangulaire
L'équation diophantienne s'écrit : (2) {\displaystyle {\frac {p(p+1)}{2}}=q(q+1)}.
En posant {\displaystyle {\begin{cases}p=2s-t-1\\q=t-s\end{cases}}}, on retombe sur l'équation (1)  {\displaystyle {\frac {t(t+1)}{2}}=s^{2}}.
Les solutions de (2) sont donc données par {\displaystyle {\begin{cases}p_{k}=2s_{k}-t_{k}-1={\frac {({\sqrt {2}}+1)^{2k-1}-({\sqrt {2}}-1)^{2k-1}-2}{4}}\\q_{k}=t_{k}-s_{k}={\frac {({\sqrt {2}}+1)^{2k-1}+({\sqrt {2}}-1)^{2k-1}-2{\sqrt {2}}}{4{\sqrt {2}}}}\end{cases}}}.
La suite {\displaystyle (p_{k})} débute par : 0, 3, 20, 119, 696, 4059, 23660, 137903, 803760, 4684659 ; suite A001652 de l'OEIS.
La suite {\displaystyle (q_{k})} débute par : 0, 2, 14, 84, 492, 2870, 16730, 97512, 568344, 3312554 ; suite A053141 de l'OEIS.
L'équation (2) possède une jolie interprétation concrète : il s'agit de déterminer dans quels cas une formation triangulaire d'oiseaux migrateurs peut se séparer en deux formations triangulaires identiques.

### Nombres carrés centrésqui sont aussi des carrés
Il s'agit de l'équation (3) {\displaystyle (n-1)^{2}+n^{2}=m^{2}}. Comme {\displaystyle m} est forcément impair, on peut poser {\displaystyle m=2q+1} et l'équation (3) s'écrit alors {\displaystyle n(n-1)=2q(q+1)}, ce qui redonne l'équation (2) en posant {\displaystyle n=p+1}.
Les solutions de (3) sont donc données par {\displaystyle {\begin{cases}n_{k}=p_{k}+1={\frac {({\sqrt {2}}+1)^{2k-1}-({\sqrt {2}}-1)^{2k-1}+2}{4}}\\m_{k}=2q_{k}+1={\frac {({\sqrt {2}}+1)^{2k-1}+({\sqrt {2}}-1)^{2k-1}}{2{\sqrt {2}}}}\end{cases}}}.
La suite {\displaystyle (m_{k})} débute par : 1, 5, 29, 169, 985, 5741, 33461, 195025, 1136689, 6625109 ; suite A001653 de l'OEIS.
Remarquons que résoudre l'équation (3) revient à rechercher les triplets pythagoriciens dont les deux premiers termes sont consécutifs.